# Луазон-су-Ланс
Луазон-су-Ланс (фр. Loison-sous-Lens) — коммуна во Франции, регион О-де-Франс, департамент Па-де-Кале, округ Ланс, кантон Ланс. Пригород Ланса, непосредственно примыкает к нему с северо-востока, в 3 км от центра города, на берегу канала Ланс, в 2 км от автомагистрали А21 «Рокад Миньер». В центре коммуны находится железнодорожная станция Луазон-су-Ланс линии Ланс―Дон-Сенген.
Население (2018) — 5 379 человек.

## Достопримечательности
- Церковь Святого Ведаста 1929 года
- Военный мемориал

## Экономика
Структура занятости населения:
- сельское хозяйство — 0,0 %
- промышленность — 4,5 %
- строительство — 16,9 %
- торговля, транспорт и сфера услуг — 60,5 %
- государственные и муниципальные службы — 18,1 %

Уровень безработицы (2017) — 21,2 % (Франция в целом — 13,4 %, департамент Па-де-Кале — 17,2 %). 

Среднегодовой доход на 1 человека, евро (2017) — 18 200 (Франция в целом — 21 110, департамент Па-де-Кале — 18 610).

## Демография
Динамика численности населения, чел.

## Администрация
Пост мэра Луазон-су-Ланса с 2000 года занимает социалист Даниель Кружка (Daniel Kruszka). На муниципальных выборах 2020 года возглавляемый им список социалистов победил в 1-м туре, получив 75,60 % голосов.
| Период | Период | Фамилия        | Партия                  | Примечания                            |
| ------ | ------ | -------------- | ----------------------- | ------------------------------------- |
| 1986   | 1999   | Бернар Барбери | Социалистическая партия | профессор математики                  |
| 2000   |        | Даниэль Кружка | Социалистическая партия | специалист по социальному образованию |